# Тупой и ещё тупее 2
«Тупой и ещё тупее 2» (англ. Dumb and Dumber To) — комедия режиссёров братьев Фаррелли. Сиквел фильма 1994 года «Тупой и ещё тупее». Мировая премьера фильма состоялась 14 ноября 2014 года, спустя 20 лет после премьеры первой части. Премьера в России состоялась 22 января 2015 года

## Сюжет
Ллойд Кристмас находится в психоневрологическом интернате Болди Вью с тех пор, как начался его обреченный роман с Мэри Свонсон. Во время недавнего визита Гарри Данн ошибочно обнаруживает, что, мол, Ллойд подшучивал над ним, прикидываясь, что у него была умственная отсталость (на самом деле Ллойд пытался выдать себя за симулянта, чтобы скрыть ментальное заболевание от врачей). Они направляются в свою квартиру, где Гарри говорит, что ему нужна донорская почка.
Они едут в старый дом Гарри, но Гарри не может получить почку у родителей, потому что это его приемные родители. Отец Гарри отдает ему почту, которая накапливалась с тех пор, как сын уехал. В почте есть открытка от бывшей подруги Фрайды Фелчер, датируемой 1991 годом. На открытке написано, что Фрайда беременна и Гарри должен ей позвонить. Фрайда признается, что у неё была дочь по имени Фанни, которую она отдала для удочерения. Она написала Фанни письмо, но только для того, чтобы его вернули и сказали никогда больше не связываться с ней.
Надеясь, что Фанни сможет дать почку, Ллойд и Гарри ведут катафалк, который им дала Фрайда, в Оксфорд, штат Мэриленд, где она сейчас живёт. Доктор Бернард Пичлоу и его жена Адель являются приемными родителями Фанни. Фанни, которая взяла имя Пенни, едет на конференцию TED) в Эль-Пасо, чтобы выступить с речью о проекте её отца, которому он посвятил всю свою жизнь. Пенни дают посылку, чтобы передать одному из руководителей съезда, но в итоге она забывает посылку и телефон.
Адель тайно пытается отравить Бернарда и Пенни из-за ревности с помощью её тайного любовника, эконома семьи Трэвиса Липпинкода. Гарри и Ллойд приезжают, чтобы сообщить Пинчлоу о своей ситуации. Бернард понимает, что Пенни оставила посылку, которая, по его словам, является изобретением стоимостью в миллиарды. Адель предлагает Гарри и Ллойду доставить посылку Пенни. Трэвис сопровождает Гарри и Ллойда, чтобы Бернард и Адель смогли достать содержимое коробки. Раздраженный выходками дуэта, Трэвис пытается убить их, но погибает при столкновении с поездом[уточнить]. Адель услышала о смерти от брата-близнеца Трэвиса капитана Липпинкода, бывшего военного, который соглашается помочь ей убить Гарри и Ллойда.
Когда дуэт прибывает в Эль-Пасо, Гарри выдает себя за Бернарда, поэтому его и Ллойда приглашают на семинар. Они спорят, когда Гарри обнаруживает, что Ллойд пытается завязать романтические отношения с Пенни. После того, как его вывели со съезда, так как его не было в списке участников, Ллойду звонит Пенни. Сообщив Пенни, что он в городе с её отцом, они договариваются о встрече, во время которой Ллойд приходит к выводу, что он, а не Гарри, является отцом Пенни.
Адель прибывает на съезд с Липпинкодом и обличает Гарри в мошенничестве, сообщая руководителям съезда, что он украл посылку. Приезжает Фрайда и вызывает срабатывание пожарной сигнализации, чтобы отвлечь внимание, так как ей и Пенни не разрешили пройти. Пока здание эвакуируют, Гарри сталкивается с Фрайдой и Пенни, но Липпинкод и Адель с оружием загоняют их в угол в туалете. В этот момент возвращается Ллойд, который был в Мексике, чтобы изъять одну из своих почек для Гарри. Липпинкод и Адель собираются стрелять, но три агента ФБР появляются вместе со здоровым Бернардом, который все время знал, что Адель пытается его отравить. Выясняется, что это Адель, а не Пенни, написала «не связывайтесь снова» в письме Фрайды, и что «бесценное изобретение» в упаковке было на самом деле не чем иным, как кексами. Адель пытается застрелить Пенни, но Гарри заслоняет её и получает тяжелые ранения. Адель и Липпинкод арестованы.
Гарри срочно отправляется в больницу, где он рассказывает, что разыгрывал Ллойда о необходимости пересадки почки, а Ллойд признаётся, что просто хотел скрыть от всех свою умственную отсталость, выявленную ещё в детстве, и оба смеются. Фрайда говорит Гарри и Ллойду, что биологический отец Пенни — умерший школьный друг по имени Пит «Пи-Стейн» Стэйнер. Когда дуэт покидает Эль-Пасо, они замечают двух женщин, идущих в их направлении, и толкают их в кусты, так как оба не смогли справиться со своими инстинктами. Гарри и Ллойд убегают и «дают пять» друг другу.

## В ролях
| Актёр         | Роль                       |
| ------------- | -------------------------- |
| Джим Керри    | Ллойд Кристмас             |
| Джефф Дэниелс | Гарри Данн                 |
| Роб Риггл     | Трэвис / Капитан Липпинкод |
| Лори Холден   | Адель Пичлоу               |
| Дон Лэйк      | доктор Рой Бейкер          |
| Кэтлин Тёрнер | Фрайда Фелчер              |
| Рэйчел Мелвин | Пенни Пичлоу               |
| Брейди Блум   | Билли                      |
| Swizz Beatz   | лидер ниндзя               |
| Билл Мюррей   | Айс Пик                    |
| Дерек Холланд | пациент                    |
| Кэм Нили      | Си Басс                    |
| Шон Гилди     | друг Си Басса              |

## Саундтрек
| №                   | Название               | Artist                                | Длительность |
| ------------------- | ---------------------- | ------------------------------------- | ------------ |
| 1.                  | «Alive»                | Empire of the Sun                     | 3:25         |
| 2.                  | «She Got a Mind»       | Natural Child                         | 4:20         |
| 3.                  | «Right Action»         | Franz Ferdinand                       | 3:04         |
| 4.                  | «Mistakes of My Youth» | Eels                                  | 4:55         |
| 5.                  | «Cinderella»           | Firefall                              | 3:51         |
| 6.                  | «When I’m Alone»       | Lissie                                | 3:42         |
| 7.                  | «Me and You»           | Джейк Багг                            | 2:56         |
| 8.                  | «On the Dark Side»     | John Cafferty & The Beaver Brown Band | 2:42         |
| 9.                  | «Wandering Star»       | Empire of the Sun                     | 3:16         |
| 10.                 | «Periwinkle Sky»       | The Dahls                             | 3:02         |
| 11.                 | «Tonight»              | Empire of the Sun                     | 2:55         |
| 12.                 | «Sticky Situation»     | The Jane Carrey Band                  | 3:31         |
| Общая длительность: | Общая длительность:    | Общая длительность:                   | 41:39        |

## История создания
Новость о сиквеле существовала с 2011 года, однако братьям Фаррелли долгое время не удавалось получить согласие Керри и Дэниелса на участие в «Тупом и ещё тупее 2». При этом, несмотря на то, что Питер Фарелли надеялся на участие Warner Bros, они отказались, и тогда студии «Universal» и производственная компания «Red Granite» взялись за проект с Фарелли после того, как в 2012-м году Warner Bros. Pictures отказалась финансировать и прокатывать, а её дочерняя компания New Line Cinema, несмотря на то, что New Line в своё время являлся владельцем той франшизы, выступила в качестве студийного производителя и не имела никакого отношения к проекту. Это не первый фильм, когда Warner и New Line отклонялись от Тупой и ещё тупее 2, их другой проект, «Голос улиц» также отошла к Universal.
Главные роли, как и в первой части, сыграли Джим Керри и Джефф Дэниелс. После фильма «Эйс Вентура 2: Когда зовёт природа» это второй случай, когда Джим Керри повторно играет одного и того же персонажа. За день до начала съёмок сиквела Джефф Дэниелс получил свою первую премию «Эмми».
Съёмки стартовали в конце сентября 2013 года. Ими руководили Питер и Бобби Фаррелли.
Братья Фаррелли долго не могли найти Брейди Блума, сыгравшего в первой части слепого мальчика Билли. В итоге режиссёры вышли на него благодаря Facebook.
25 сентября 2013 года Джим Керри и Джефф Дэниелс опубликовали в своих блогах в Twitter первые фотографии со съёмочной площадки комедии «Тупой и ещё тупее 2». В комментарии, которым Керри снабдил снимок, сообщается, что в продажу поступает детская книга о приключениях пугливой волны «Так Роланд катится» («How Roland Rolls», её автором является сам актёр), но она слишком сложна для Гарри и Ллойда, героев фильма. Дэниелс был более краток и написал всего одну фразу: «Мы вернулись!!!».
В создании саундтрека к фильму принимала участие дочь Джима Керри — Джейн Эрин Керри.
Билл Мюррей сыграл в фильме небольшую роль, которую невозможно заметить не зная об этом, так как его лицо скрыто под маской. Его герой варит метамфетамин в квартире Гарри и это является отсылкой к сериалу «Во все тяжкие».

## Отзывы
При бюджете в 40 000 000 $ фильм с лихвой окупился в прокате, заработав 169 837 010 $. Он получил смешанные отзывы критиков: на сайте Rotten Tomatoes набрал 30 % на основе 147 отзывов со средним рейтингом 4.4/10. На сайте Internet Movie Database 5,6 звёзд из 10. На сайте КиноПоиск у фильма 6 звёзд из 10. На Metacritic он получил 36 баллов из 100, на основе отзывов 36 критиков и 5.5 баллов из 10 в зрительском голосовании.

## Награды и номинации
| Премия                              | Категория                        | Номинация                  | Результат |
| ----------------------------------- | -------------------------------- | -------------------------- | --------- |
| Golden Schmoes Awards               | Самое большое разочарование года | Тупой и ещё тупее 2        | Номинация |
| Golden Trailer Awards               | Лучший тизер-постер              | Тупой и ещё тупее 2        | Номинация |
| Houston Film Critics Society Awards | Худший фильм                     | Тупой и ещё тупее 2        | Номинация |
| Teen Choice Awards                  | Choice Movie: Комедия            | Тупой и ещё тупее 2        | Номинация |
| Teen Choice Awards                  | Choice Movie Actor: Комедия      | Джим Керри                 | Номинация |
| Teen Choice Awards                  | Choice Movie: Химия              | Джим Керри и Джефф Дэниэлс | Номинация |
| Women Film Critics Circle Awards    | Worst Male Images in a Movie     | Тупой и ещё тупее 2        | Победа    |